# Přírodní park Džbány-Žebrák
Přírodní park Džbány-Žebrák je chráněné území, které bylo vyhlášeno v roce 1996 v krajině mezi Voticemi, Jankovem, Líšnem a Tomicemi. Chráněná je tu krajina, která má takřka podhorský charakter, jsou tu rozsáhlé lesní plochy a louky s remízky, pramennými oblastmi a rybníky (např. Slavníč, Podhrázský rybník, Vinduška, Pilský rybník, Královna atd.). Dvě dominanty přírodního parku jsou vrcholy Džbány (688 m n. m.) a Žebrák (585 m n. m.) V přírodním parku se vyskytují např. tyto druhy rostlin - prstnatec májový (Dactylorhiza majalis), bublinatka jižní (Utricularia australis), rosnatka okrouhlolistá (Drosera rotundifolia), suchopýr bahenní. Z živočichů to jsou např. chřástal polní (Crex crex), bekasina otavní (Gallinago gallinago), včelojed lesní (Pernis apivorus), výr velký (Bubo bubo), ledňáček říční (Alcedo atthis), vydra říční (Lutra lutra), netopýr severní (Eptesicus nilssonii) a obojživelníci čolek horský (Triturus alpestris) a rosnička zelená (Hyla arborea).